# Stâlpeni
Stâlpeni là một xã thuộc hạt Argeș, România. Dân số thời điểm năm 2002 là 5154 người.